# كرستين إيبرسول
كرستين إيبرسول (بالإنجليزية: Christine Ebersole)‏ هي ممثلة ومغنية أمريكية ولدت في يوم 21 فبراير 1953 في مدينة شيكاغو في الولايات المتحدة، مثلت كرستين في عدة مسلسلات وأفلام ومسرحيات مثل شارع 42 وألذي فازت بواسطته بجائزة توني، كما مثلت دور كارول وولش في مسلسل سوليفان والابن.

## روابط خارجية
- كرستين إيبرسول على موقع IMDb (الإنجليزية)
- كرستين إيبرسول على موقع ألو سيني (الفرنسية)
- كرستين إيبرسول على موقع ميوزك برينز (الإنجليزية)
- كرستين إيبرسول على موقع أول موفي (الإنجليزية)
- كرستين إيبرسول على موقع قاعدة بيانات برودواي على الإنترنت (الإنجليزية)
- كرستين إيبرسول على موقع قاعدة بيانات الأفلام السويدية (السويدية)
- كرستين إيبرسول على موقع إن إن دي بي (الإنجليزية)
- كرستين إيبرسول على موقع ديسكوغز (الإنجليزية)
- كرستين إيبرسول على موقع قاعدة بيانات الفيلم (الإنجليزية)
- كرستين إيبرسول على موقع كينوبويسك (الروسية)